# 潘徽
潘徽（1495年—？），字叔慎，號壹南，浙江金華府金華縣人，儒籍，明朝政治人物。

## 生平
嘉靖四年（1525年）乙酉科浙江鄉試第十七名舉人。嘉靖八年（1529年）中式己丑科會試第三十三名，登第二甲第三十六名進士。授南刑部主事，丁憂。补北刑部，历官刑部员外郎，十七年二月升江西按察司佥事，二十年十二月升陕西布政使司右参议。復除廣東參議。

## 家族
曾祖潘洪，曾任按察司僉事累贈中大夫南京太僕寺卿；祖父潘璋，曾任按察司提學副使累贈中大夫南京太僕寺卿；父潘希曾，曾任通議大夫工部右侍郎兼都察院左僉都御史。母葉氏（封淑人）。具庆下。

## 延伸阅读
[在维基数据编辑]
 《北史/卷083》，出自李延壽《北史》